# Ушебти

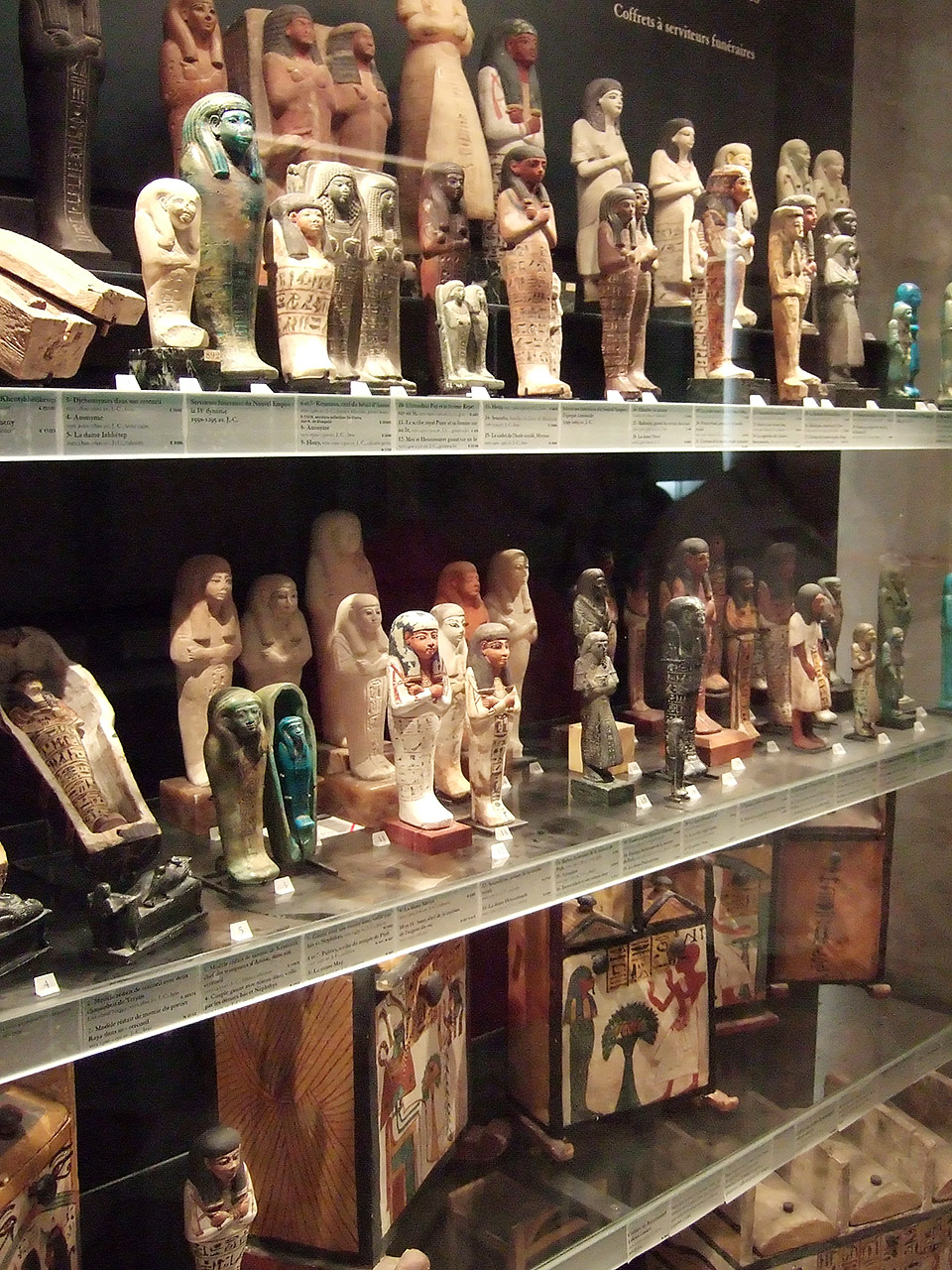
Ушебти в египетской коллекции Лувра (Париж).

Уше́бти (шабти, егип. šwbtj или wšbtj «ответчики») — статуэтки, которые в Древнем Египте помещались в могилу, с тем, чтобы они выполняли необходимые обязанности по отношению к умершему. Изготавливались из дерева, камня, терракоты или фаянса. В некоторых могилах число ушебти соответствовало числу дней в году. По верованиям древних, должны были замещать умершего на работах в загробных полях Осириса. От имени покойного над ушебти произносили или записывали на них заклинания с перечислением всех работ.

## Название

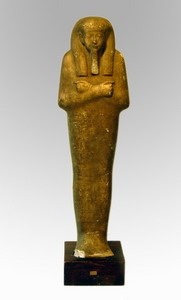
Статуэтка ушебти. XIV—XIII века до н. э. Национальный музей искусств Азербайджана (Баку)

Существуют несколько теорий этимологии слова «ушебти». Одна из них объясняет происхождение слова от «шабти» — названия породы дерева персеи — ведь первые фигурки ушебти были выполнены из дерева. Однако полностью довериться этой теории не приходится — дело в том, что нет ни одной ушебти, сделанной именно из персеи. Другая возможная этимологическая параллель — термин wSb, переводимый «кормить», — ведь эти «работники» были кормильцами своих хозяев. Но с кормильцем ушебти стал ассоциироваться в поздние периоды египетской истории. Наиболее правдоподобно выглядит предположение о том, что ушебти происходит от слова «ответчик». В силу специфики отношения древних египтян к своему языку можно предположить, что ушебти у них должно было вступать в этимологическую связь со всеми тремя рассмотренными здесь примерами. Так было, по крайней мере, в конце Нового Царства и последующие эпохи Древнего Египта.

## Описание

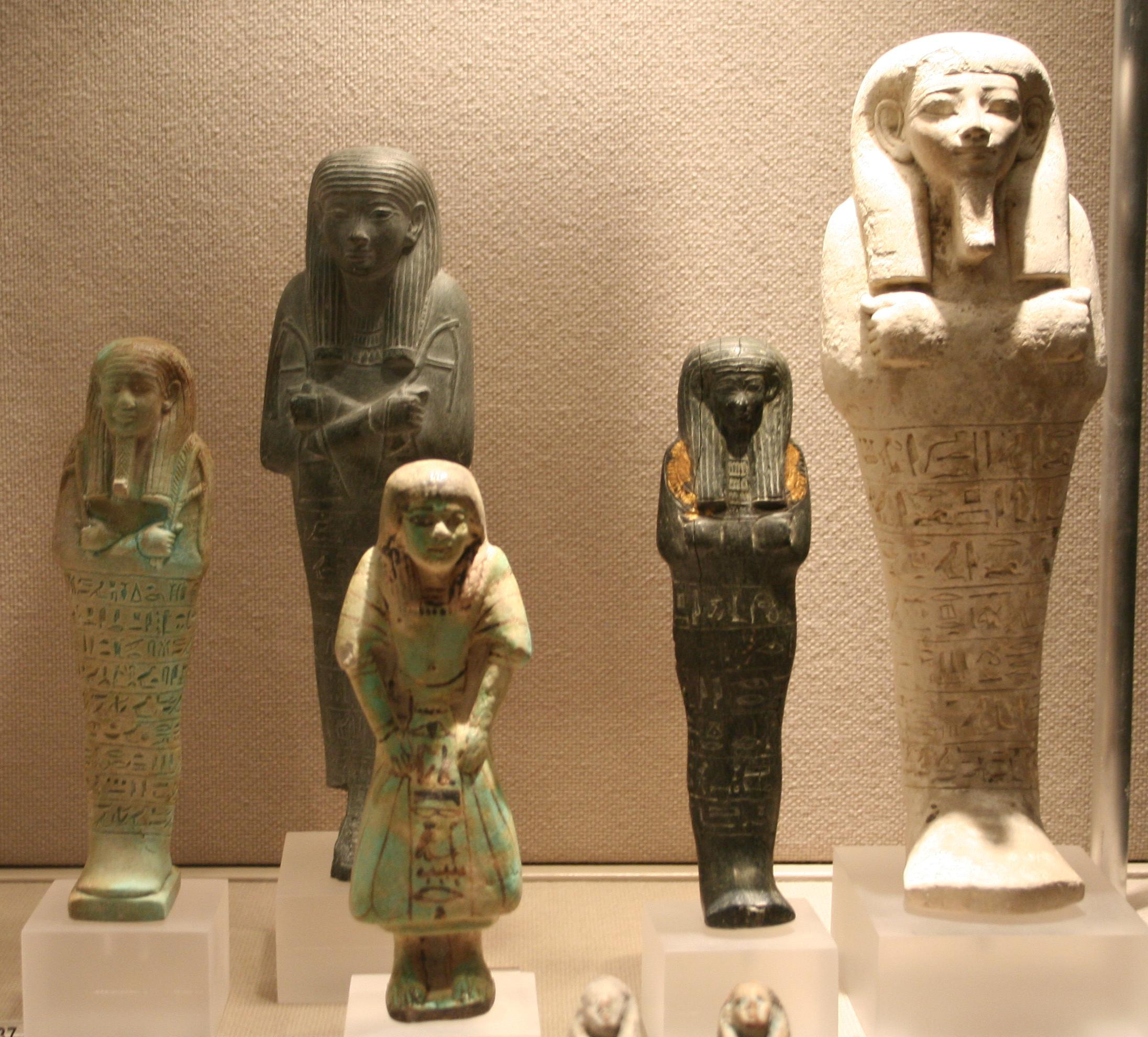
Ушебти в коллекции египетского музея в Лейпциге (Германия)

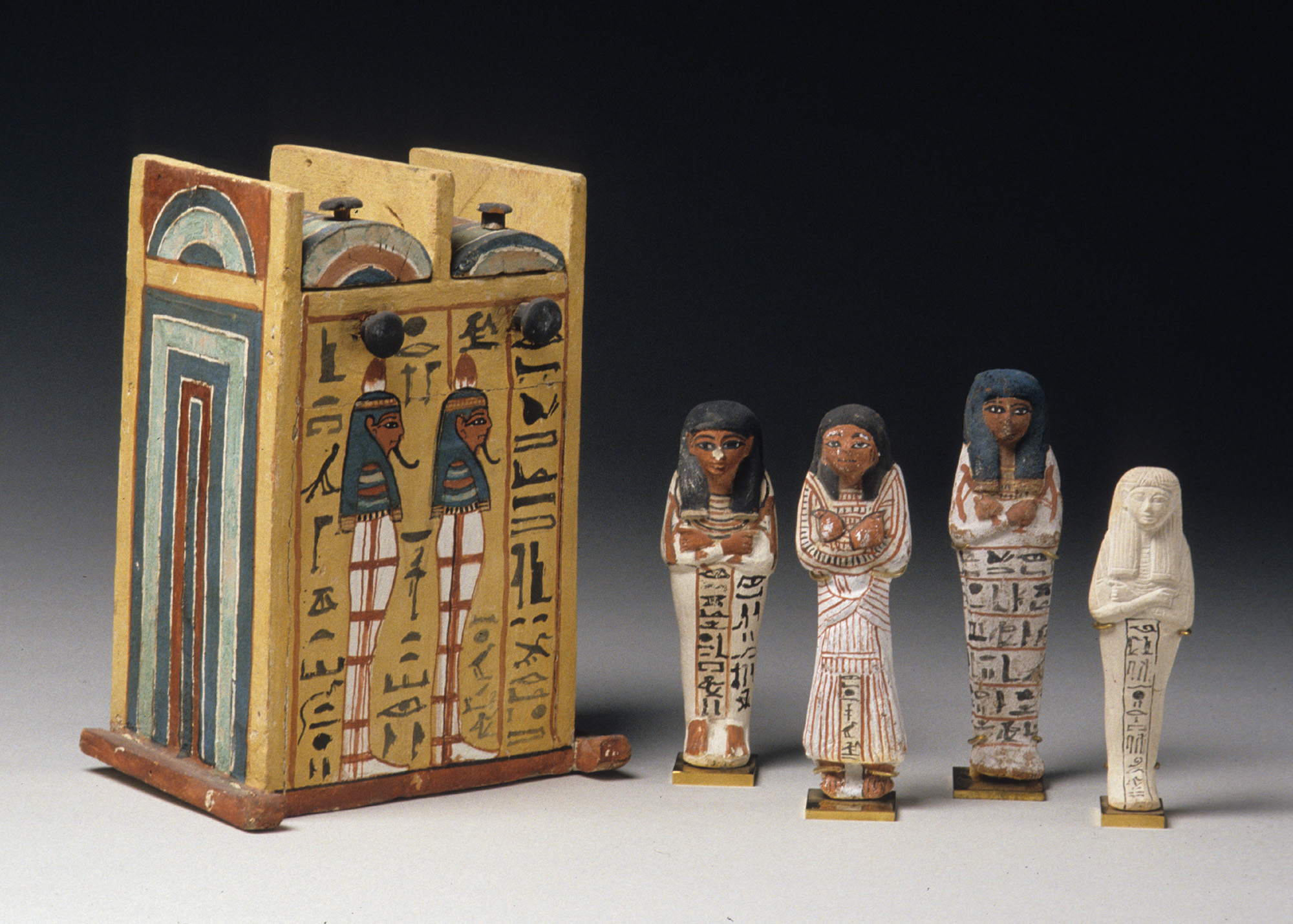
Ушебти и их ящик Парамнеху из гробницы Сеннеджема, ок. 1279 − 1213 годы до н. э. Метрополитен-музей

Фигурки ушебти имеются почти во всех египетских собраниях мира. Они, пожалуй, самые распространённые находки после скарабеев. Ушебти имелись во многих захоронениях, в том числе и у бедняков, у людей же побогаче их количество не ограничивалось несколькими фигурками. В гробнице фараона Сети I, например, статуэток найдено 700 штук.

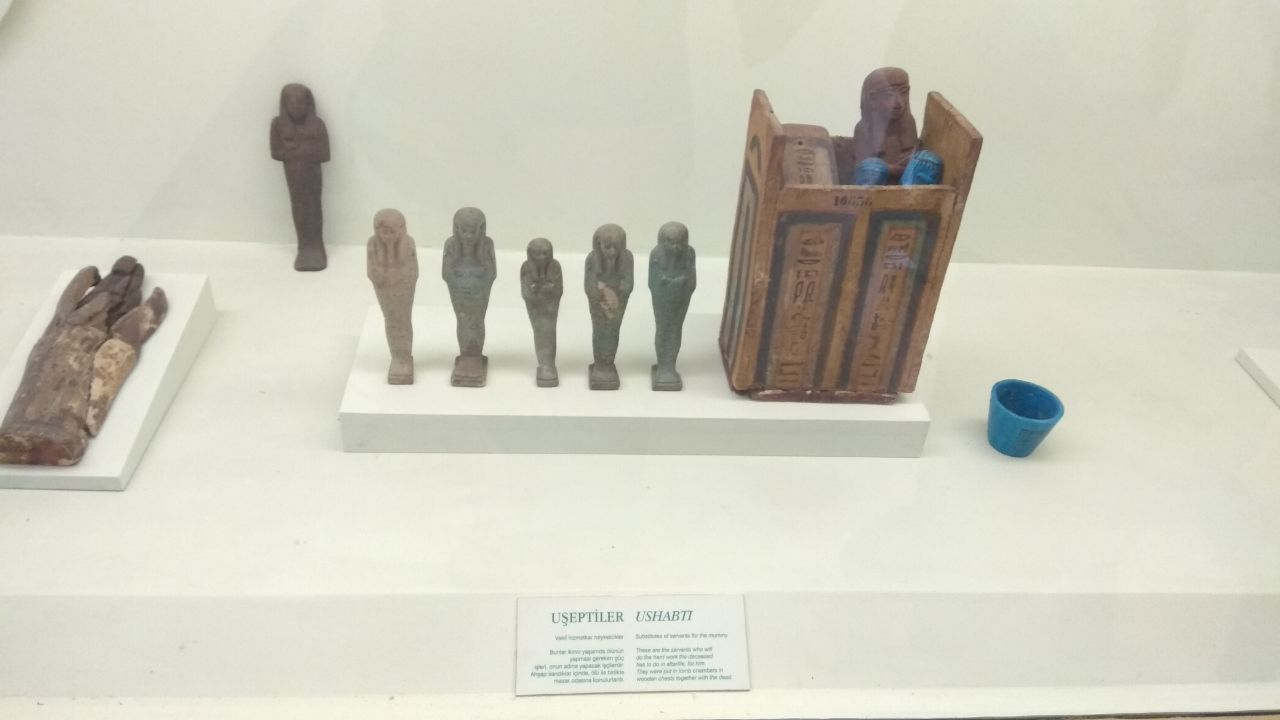
Ушебти в коллекции Стамбульского археологического музея

Ушебти представляют ценный источниковедческий памятник, позволяющий фиксировать виды повседневных занятий и технологий (ткачество, пивоварение, земледелие, гончарство, особенности одежды и пр.). Изображение ушебти в меньшей степени регламентировалось канонами, нежели изображения умершего.
Существует распространённое и устойчивое мнение, что количество ушебти должно составлять 365 штук — по количеству дней в году (по одной фигурке ушебти на день). Однако в египтологии это единичный случай. Обычно количество ушебти колеблется от нескольких десятков до нескольких сотен. Всё зависело от их хозяина. Иногда ушебти дарились покойному родственниками, друзьями или фараоном. Например, на одной фигурке ушебти из Эрмитажа (№ 892), принадлежавшей египтянке Ати, сзади имеется приписка, что подарил ушебти «Сын её, дающий жизнь имени её, смотритель врат Амона, Аменмесу».
Очень часто фигурок было много, и тогда их складывали в специальный ящик, а иногда таких «ящиков для ушебти» могло быть два.
Магические тексты, которые писали на ушебти входили в Книгу мёртвых. Вот одна из стандартных надписей на ушебти:

«О, ушебти! Если повелят Осирису (то есть покойному, их хозяину) выполнить любую работу, которую следует выполнять в загробном мире, — смотри, будь начеку, чтобы выполнять то, что положено человеку там. „Вот я!“ — да ответишь ты, когда позовут тебя. Ищи момент всякий, чтобы трудиться, чтобы вспахивать поля, наполнять каналы водой, перетаскивать песок с востока на запад. И снова говори слова эти: „Вот я!“, когда позовут тебя».

Ещё текст на фигурке:

«О ты, ушебти, фигурка писца Небсени, если меня призовут или повелят мне выполнять работу, которую выполняют по очереди все населяющие загробный мир, пусть любые тяготы будут возложены на тебя, а не на меня и при посеве, и при наполнении каналов водой, и при переноске песка с востока на запад.» На это фигурка отвечала: «Воистину я здесь и выполню то, что ты приказываешь».